# Tom Phillis
Thomas Edward Phillis (Sídney, Australia, 9 de abril de 1934 - Isla de Man, Gran Bretaña, 6 de junio de 1962) fue un piloto de motociclismo australiano. Ganó el Campeonato Mundial de 125cc de 1961 y fue la primera persona en rodar en el Snaefell Mountain Course a más de 100 mph en una motocicleta con motor de empuje. También fue la primera persona en ganar una carrera de motociclismo en una máquina japonesa.

## Muerte
Murió mientras competía en el TT de la Isla de Man de 1962, estrellándose en la segunda vuelta del TT Junior de 350cc en el Laurel Bank. Fue incinerado y sus cenizas fueron esparcidas en la línea de inicio del TT. El campeón mundial de 500cc, Gary Hocking, término tan afectado por la muerte de su amigo que inmediatamente se retiró del motociclismo competitivo.

## Resultados en el Campeonato del Mundo
Sistema de puntuación desde 1950 hasta 1968:
| Posición | 1.º | 2.º | 3.º | 4.º | 5.º | 6.º |
| Puntos   | 8   | 6   | 4   | 3   | 2   | 1   |

### Carreras por año
(Carreras en negrita indica pole position, carreras en cursiva indica vuelta rápida)
| Año  | Cat.  | Equipo | 1       | 2       | 3       | 4       | 5       | 6     | 7     | 8       | 9     | 10    | 11    | Pts. | Pos. | Vic. |
| ---- | ----- | ------ | ------- | ------- | ------- | ------- | ------- | ----- | ----- | ------- | ----- | ----- | ----- | ---- | ---- | ---- |
| 1958 | 350cc | Norton | IOM 32  | NED -   | BEL -   | GER -   | SWE 12  | ULS - | NAT - |         |       |       |       | 0    | -    | 0    |
| 1958 | 500cc | Norton | IOM 18  | NED 9   | BEL -   | GER -   | SWE -   | ULS - | NAT - |         |       |       |       | 0    | -    | 0    |
| 1959 | 350cc | Norton | FRA 7   | IOM Ret | GER -   |         |         | SWE - | ULS 5 | NAT -   |       |       |       | 2    | 13.º | 0    |
| 1959 | 500cc | Norton | FRA 7   | IOM 16  | GER -   | NED Ret | BEL -   |       | ULS - | NAT -   |       |       |       | 0    | -    | 0    |
| 1960 | 125cc | Honda  |         | IOM 10  | NED -   | BEL -   |         | ULS - | NAT - |         |       |       |       | 0    | -    | 0    |
| 1960 | 250cc | Honda  |         | IOM Ret | NED -   | BEL -   | GER -   | ULS 2 | NAT - |         |       |       |       | 6    | 6.º  | 0    |
| 1960 | 350cc | Norton | FRA -   | IOM Ret | NED -   |         |         | ULS - | NAT - |         |       |       |       | 0    | -    | 0    |
| 1960 | 500cc | Norton | FRA -   | IOM 4   | NED -   | BEL -   | GER -   | ULS 6 | NAT - |         |       |       |       | 4    | 11.º | 0    |
| 1961 | 125cc | Honda  | ESP 1   | GER Ret | FRA 1   | IOM 3   | NED 1   | BEL 2 | RDA 2 | ULS 3   | NAT 4 | SWE 6 | ARG 1 | 44   | 1.º  | 4    |
| 1961 | 250cc | Honda  | ESP 2   | GER Ret | FRA 1   | IOM 2   | NED Ret | BEL 2 | RDA 4 | ULS 4   | NAT 3 | SWE 6 | ARG 1 | 38   | 2.º  | 2    |
| 1961 | 350cc | Norton |         | GER -   |         | IOM Ret | NED -   |       | RDA - | ULS -   | NAT - | SWE - |       | 0    | -    | 0    |
| 1961 | 500cc | Norton |         | GER -   | FRA -   | IOM 3   | NED -   | BEL - | RDA - | ULS Ret | NAT - | SWE - | ARG - | 4    | 12.º | 0    |
| 1962 | 50cc  | Honda  | ESP 8   | FRA -   | IOM -   | NED -   | BEL -   | GER - | ULS - | RDA -   | NAT - | FIN - | ARG - | 0    | -    | 0    |
| 1962 | 125cc | Honda  | ESP DNQ | FRA -   | IOM 3   | NED -   | BEL -   | GER - | ULS - | RDA -   | NAT - | FIN - | ARG - | 4    | 13.º | 0    |
| 1962 | 250cc | Honda  | ESP 3   | FRA 3   | IOM 3   | NED -   | BEL -   | GER - | ULS - | RDA -   | NAT - | FIN - | ARG - | 12   | 4.º  | 0    |
| 1962 | 350cc | Honda  |         |         | IOM Ret | NED -   |         | ULS - | RDA - | NAT -   | FIN - |       |       | 0    | -    | 0    |